# Tatrapan
TATRAPAN — словацький бронеавтомобіль колісною формулою 6x6.
Бронеавтомобіль розроблено словацькою компанією VYVOJ Martin a.s. на базі вантажівки Tatra 815. Корпус має дві полуавтономні секції — для екіпажу та пасажирів. Днище має V-образну протимінну форму. Бронеавтомобіль має систему кондіціювання, яка працює при температурі до 55 °C.
Прийнят на озброєння словацької армії з 1994. До 2009 для армії та на експорт виготовлено 100+ одиниць.

## Варіанти
- TATRAPAN ZASA — бронетранспортер
- TATRAPAN AMB — польова медична машина
- TATRAPAN VŠRV або VESPRA — командно — штабна машина
- TATRAPAN MOD- варіант з двигуном Deutz та автоматичною трансмісією

## Країни-експлуатанти
- Словаччина 70+
- Греція
- Кіпр отримала в 2007 році дві командно - штабні машини Tatrapan для використання разом з 155-мм танковими гаубицями «Зузана»[1].
- Індонезія Морська піхота Індонезії